# El Suelo
El Suelo é o primeiro álbum ao vivo de Teena Johnsons. Foi gravado no Brasil, fez muito sucesso e recebeu a certificação de disco de Ouro.

## Faixas
| El Suelo |                        |         |  |
| N.º      | Título                 | Duração |  |
| 1.       | "Sueño"                |         |  |
| 2.       | "Pensé Y Pensé Que No" |         |  |
| 3.       | "Olá Brasil"           |         |  |
| 4.       | "El Suelo"             |         |  |
| 5.       | "Kiss (Bônus)"         |         |  |

## Singles
| El Suelo |                |         |  |
| N.º      | Título         | Duração |  |
| 1.       | "El Suelo"     |         |  |
| 2.       | "Kiss (Bônus)" |         |  |